# Jumelles, Eure

Jumelles este o comună în departamentul Eure, Franța. În 1 ianuarie 2022 avea o populație de 327 de locuitori.